# 特別政府職員 (アメリカ合衆国)
特別政府職員（special government employee、SGE）は、アメリカ法において、連邦政府によって雇用されている顧問、専門家、コンサルタント。特別政府職員の役割は、アメリカ合衆国法典（USC）第18編§ 202で定義されている。特別政府職員制度は1962年に、連邦政府が民間で雇用されている外部の専門家を活用できるようにすることを目的に、議会によって設立された。

## 著名な例
特別政府職員の著名な例としては、フーマ・アベディン（2012年に国務省のSGEとしてヒラリー・クリントンの下で働いた）、イーロン・マスク（2025年にドナルド・トランプによって政府効率化省の事実上のトップに任命された）などが挙げられる。